# Yukihide"YT"Takiyama
Yukihide "YT" Takiyama（ユキヒデ・ワイティー・タキヤマ）は、ロサンゼルス在住の日本人ギタリスト、ベーシスト、作曲家、編曲家である。

## エピソード
氷室京介とは、Jun Inoueの紹介を受けて知り合った。
B'zのギタリスト松本孝弘とは、氷室京介の紹介を受けて知り合った。

## 参加作品

### 作曲・編曲
- KAT-TUN「LIPS」

### 編曲
- KAT-TUN「LOVE」「MOON」「N.M.P. (NO MORE PAIN)」「DON'T U EVER STOP」「ULTIMATE WHEELS」「& FOREVER」
- 氷室京介『"B"ORDERLESS』「IF YOU WANT」「ONE LIFE」
- 工藤静香「蜜と棘」
- B'z『DINOSAUR』『NEW LOVE』『FRIENDS III』『Highway X』『STARS』
- 松本孝弘『Bluesman』
- LiSA「Another Great Day!!」
- TMG『TMG II』

## レコーディング参加
- コルビー・キャレイ『Coco』[2]
- 氷室京介『"B"ORDERLESS』[2]「IF YOU WANT」[2]「WARRIORS」[2]
- B'z『DINOSAUR』『NEW LOVE』『Highway X』『STARS』
- LiSA「Another Great Day!!」
- 松本孝弘『Bluesman』
- TMG『TMG II』

## ライブ参加アーティスト
- 氷室京介（2012年、2014年、2016年）
- B'z（2019年、2021年、2022年、2023年）
- TMG (2024年)

## 使用ギター
- ESP : YT Custom V “B-lu”[4]
- ESP : MA-CTM[4]
- ESP : Stream-GT Classic[4]
- ESP : Throbber-STD[4]
- NAVIGATOR : N-TE-ASM[4]
- MARTIN : OMC41[4]